# Lamreuneung
Lamreuneung is een bestuurslaag in het regentschap Pidie van de provincie Atjeh, Indonesië. Lamreuneung telt 319 inwoners (volkstelling 2010).